# Oborniki Śląskie
Oborniki Śląskie (německy Obernigk) je město v Polsku v Dolnoslezském vojvodství v okrese Trzebnica. Leží přibližně 26 km od Wrocławi a 12 km od Trzebnice. V roce 2023 zde žilo 9 027 obyvatel.

## Historie

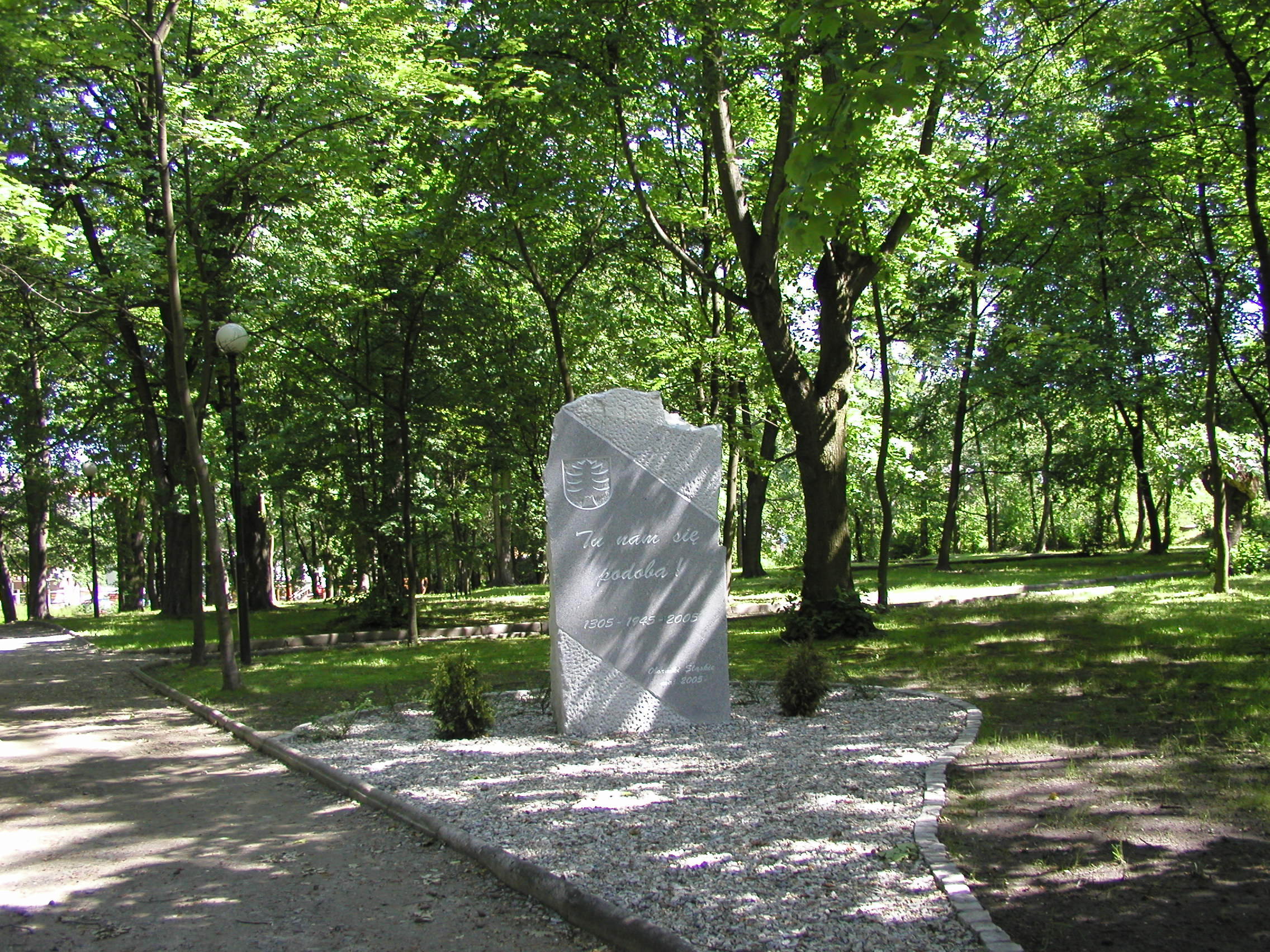
Pomník 700. výročí města

První stopy aktivity člověka na tomto území pocházejí z období mezolitu a neolitu (archeologický nález pohřebiště charakteristického pro předlužickou kulturu doby bronzové).
Počátky osídlení pocházejí z období kolem roku 1300, kdy zde na základě magdeburského práva vznikla vesnice. První písemná zmínka o vesnici Obora pochází z roku 1305, jedná se o uvalení povinnosti odvádět desátek vratislavskému biskupu. Během 14. století se vesnice stala součástí majetku knížete Konráda I.
Později vlastnil Oborniki po dobu asi 200 let rod Schaubertů. Když byl v roce 1835 nalezen železitý minerální pramen, založil
Karol Wolfgang Schaubert v severozápadní části vesnice léčebné zařízení. Oborniki se staly místem odpočinku a říkalo se jim také „zelené plíce Wrocławi“. Obornické sanatorium léčilo choroby nervového ústrojí, plicní choroby, cukrovku a choroby oběhového systému.
Po připojení Slezska k Polsku byl název změněn na Oborniki Śląskie pro odlišení od města Oborniki v blízkosti Poznaně. V roce 1945 získaly Oborniki Śląskie městská práva.

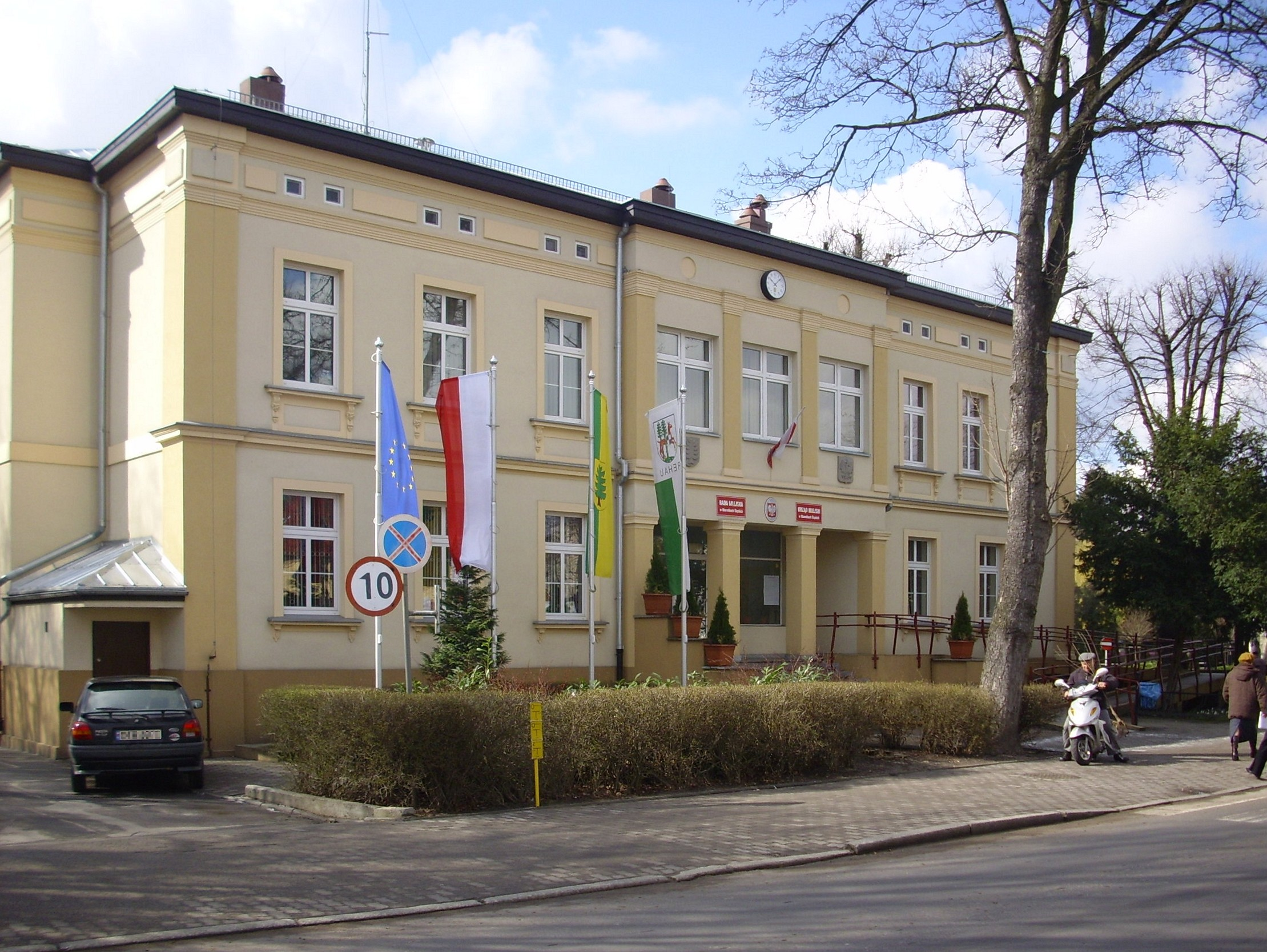
Radnice

## Osobnosti
- Bronisław Komorowski (* 1952), bývalý polský prezident
- Aleksandra Natalliová-Światová  (1959–2010) -  polská politička a ekonomka

## Partnerská města
- Botticino, Itálie
- Emden, Německo
- Goslar, Německo
- Haps, Nizozemsko
- Hayange, Francie
- Husiatyn, Ukrajina
- Rehau, Německo